# Lewiston MAINEiacs
Die Lewiston MAINEiacs waren ein professionelles US-amerikanisches Junioren-Eishockeyteam aus Lewiston, Maine, das von 2003 bis 2011 in der Ligue de hockey junior majeur du Québec spielte. Seine Heimspiele trug das Franchise im Androscoggin Bank Colisée aus. Die MAINEiacs waren das einzige US-amerikanische Team in der LHJMQ und gewannen 2007 die Coupe du Président, die Meisterschaft der Liga.

## Geschichte
Zur Saison 1969/70 wurde das Franchise in Trois-Rivières, Québec gegründet, wo es bis 1992 unter den Namen "Ducs" und "Draveurs" spielte. Bis 2003 stand das Team in Sherbrooke als "Faucons" und "Castors" auf dem Eis, bis es schließlich nach Lewiston umgesiedelt wurde.
In der ersten Saison als MAINEiacs, einem Kunstwort aus dem US-Bundesstaat Maine und dem englischen Wort "maniacs" (dt.: Wahnsinnige), erreichte das Team die LHJMQ-Play-offs und scheiterte in der ersten Runde an den Huskies de Rouyn-Noranda. In den folgenden Jahren steigerte sich das Team kontinuierlich, bis es schließlich 2007 die Meisterschaft der LHJMQ gewann. Beim folgenden Memorial Cup in Vancouver, British Columbia, der Meisterschaft der Dachorganisation Canadian Hockey League, die jährlich zwischen den Meistern der drei kanadischen Top-Juniorenligen Western Hockey League, Ontario Hockey League und LHJMQ ausgespielt wird, scheiterte das Team in der Vorrunde.
Am 31. Mai 2011 wurde das Team von der LHJMQ für 3,5 Millionen US-Dollar aufgekauft und vom Spielbetrieb ausgeschlossen. Die Spieler der MAINEiacs wurden nach einem Dispersal Draft neuen Mannschaften zugeschrieben.

## Saisonstatistik
| Saison  | Sp | S  | N  | U/SON | OTN | Pkt | Pct % | T   | GT  | Platzierung              | Play-offs                |
| ------- | -- | -- | -- | ----- | --- | --- | ----- | --- | --- | ------------------------ | ------------------------ |
| 2003/04 | 70 | 33 | 31 | 5     | 1   | 72  | 0.507 | 233 | 215 | 3. East Division         | Erste Runde              |
| 2004/05 | 70 | 32 | 30 | 8     | 0   | 72  | 0.514 | 214 | 209 | 4. East Division         | Conference-Viertelfinale |
| 2005/06 | 70 | 36 | 23 | 8     | 3   | 83  | 0.581 | 240 | 207 | 4. East Division         | Conference-Viertelfinale |
| 2006/07 | 70 | 50 | 14 | 4     | 2   | 106 | 0.714 | 282 | 196 | 1. East Division         | Meister LHJMQ            |
| 2007/08 | 70 | 37 | 26 | 2     | 5   | 81  | 0.578 | 222 | 212 | 5. Eastern Division      | Division-Viertelfinale   |
| 2008/09 | 68 | 22 | 43 | 2     | 1   | 47  | 0.345 | 190 | 286 | 4. Telus Centre Division | Division-Viertelfinale   |
| 2009/10 | 68 | 23 | 42 | 3     | 0   | 49  | 0.360 | 212 | 298 | 4. Central Division      | Division-Viertelfinale   |
| 2010/11 | 68 | 40 | 24 | 3     | 1   | 84  | 0.617 | 265 | 223 | 1. East Division         | Division-Finale          |

Legende zur Saisonstatistik: GP oder Sp = Spiele insgesamt; W oder S = Siege; L oder N = Niederlagen; T oder U = Unentschieden; OTS = Siege nach Verlängerung (Overtime);  OTN oder OL = Overtime-Niederlagen; SOS = Shootout-Siege; SOL oder SON = Shootout-Niederlagen; P oder Pkt = Punkte; Pct % = Siege in %; GF oder T = Tore; GA oder GT = Gegentore

## Bekannte ehemalige Spieler
Folgende Spieler, die ihre Juniorenzeit bei den MAINEiacs verbrachten, standen in der National Hockey League auf dem Eis:
- Jonathan Bernier
- Marc-André Cliche
- Jaroslav Halák
- Kevin Marshall
- David Perron
- Alexandre Picard

Zudem wurden verschiedene ehemalige MAINEiacs beim NHL Entry Draft ausgewählt:
NHL Entry Draft 2004:
- Jonathan Paiement (als 247. in der achten Runde von den New York Rangers)

NHL Entry Draft 2005:
- Alex Bourret (als 16. in der ersten Runde von den Atlanta Thrashers)
- Chad Denny (als 39. in der zweiten Runde von den Atlanta Thrashers)
- Marc-André Cliche (als 56. in der zweiten Runde von den New York Rangers)
- Olivier Legault (als 93. in der vierten Runde von den Florida Panthers)
- Mathieu Aubin (als 130. in der fünften Runde von den Montréal Canadiens)

NHL Entry Draft 2006:
- Jonathan Bernier (als Elfter in der ersten Runde von den Los Angeles Kings)
- Stefan Chaput (als 153. in der fünften Runde von den Carolina Hurricanes)

NHL Entry Draft 2007:
- David Perron (als 26. in der ersten Runde von den St. Louis Blues)
- Kevin Marshall (als 41. in der zweiten Runde von den Philadelphia Flyers)
- Denis Reul (als 130. in der fünften Runde von den Boston Bruins)
- Michael Ward (als 197. in der siebten Runde von den Tampa Bay Lightning)

NHL Entry Draft 2008:
- Peter Delmas (als 61. in der zweiten Runde von der Colorado Avalanche)
- Danick Paquette (als 64. in der dritten Runde von den Atlanta Thrashers)

NHL Entry Draft 2009:
- Éric Gélinas (als 54. in der zweiten Runde von den New Jersey Devils)

NHL Entry Draft 2010:
- Michael Chaput (als 89. in der dritten Runde von den Philadelphia Flyers)
- Samuel Carrier (als 176. in der sechsten Runde von den Washington Capitals)

## Gewinner LHJMQ Award
- Trophée Michael Bossy für den aussichtsreichster Spieler 2004: Alexandre Picard
- Trophée Paul Dumont für die Persönlichkeit des Jahres 2006: Clément Jodoin
- Trophée Ron Lapointe für den Trainer des Jahres 2007: Clément Jodoin, 2007
- Trophée Guy Carbonneau für den defensiv erfolgreichsten Stürmer 2007: Marc-André Cliche
- Trophée Guy Lafleur für den Most Valuable Player der Play-offs 2007: Jonathan Bernier

## All-Star Teams
Verschiedene Spieler der MAINEiacs standen im ersten oder zweiten LHJMQ All-Star Team:
- Jonathan Paiement: Verteidiger, erstes Team, 2003/04
- Alexandre Picard: Rechter Flügel, erstes Team, 2003/04,
- Alex Bourret: Rechter Flügel, zweites Team, 2004/05
- Jonathan Bernier: Torhüter, zweites Team, 2006/07
- Peter Delmas: Torhüter, All-Rookie-Team, 2006/07
- Stefano Giliati: Linker Flügel, erstes Team, 2007/08
- Kevin Marshall: Verteidiger, zweites Team, 2007/08

## Cheftrainer
- Mario Durocher (2003–2004)
- Clément Jodoin (2004–2007)
- Ed Harding (2007–2009)
- Don MacAdam (2009)
- Jean-François Houle (2009–2011)

## Mannschaftskapitäne
- Francis Trudel (2003–2004)
- Kein Kapitän (2004–2005)
- Brandon Roach (2005–2006)
- Marc-André Cliche (2006–2007)
- Marc-André Daneau (2007–2008)
- Danick Paquette (2008–2009)
- Billy Lacasse (2009–2010)
- Cameron Critchlow (2010–2011)